# خاستگاه پالاواییان
شواهد تاریخی، انسان‌شناختی و زبان‌شناختی جدید، بیانگر این است که سلسلهٔ «پالاوا» احتمالاً هم تبار پارتیان بوده‌اند و نام ‹‹پالاوا›› نیز صورتی دیگر از واژهٔ شناخته شدهٔ سانسکریت «پَهْلَوَه» می‌باشد.
دکتر ‹‹پ. کارنِگی›› ، ‹‹پَهْلووَه››ها را همان مردمی می‌داند که به زبان پهلوی سخن می‌گفته‌اند و پهلوی نیز از جمله زبانهایی است که در ایران بدان تکلم می‌شده‌است (پس ایشان همانها یاگروهی از آنانی هستند‌‌‌‌ که‌در زبان فارسی «پهلویان» خوانده می‌شوند) .دکتر ‹‹ج. بیولِر›› نیز می‌گوید که ‹‹پَهْلَوَه›› و اصل ایرانی آن، یعنی «پَهْلَوْ»، صورت تغییریافتهٔ «پَرْثَوَه» هستند .
باید به این نکته توجه نمود که در نسخه‌های متفاوت «پورانا»ها، در جایی‌از واژه‌«پَهلَوَه» و در جایی دیگر برای نامیدن همان گروه از مردم از واژهٔ «پالاوا» استفاده شده‌است .
‹‹پالاوا››ها آن دسته از ‹‹پَهلَوَه››ها یا پهلویان بوده‌اند که هم‌پیمان با «سَکَه»ها (یا ‹‹سَکا››ها) و «کَمبُجَه»ها، به تدریج در طی سده‌های دوم و یکم پیش از میلاد به درون شبه قاره نفوذ کردند و در سده‌های نخستین مسیحیت در جنوب و جنوب غربی هند مسکن‌‌ گزیدند . در «مَرْکِنْدِیا پورانا» که یکی از پوراناها می‌باشد و نیز در «بْرْهَت سَمْهیتا»، آشکارا شواهدی است مبنی بر اینکه سکونتگاه‌های پهلوها و کمبُجَه‌ها در جنوب غرب هندوستان امروزی بوده‌است .
و. د. مَهاجان، در کتاب «هند باستان» خود (صفحة ۶۳۰) نقل کرده‌است که پادشاه «قَنّوج»، بنام «یَسُوَرمَن» (که در قرن هشتم میلادی سلطنت می‌کرده‌است)، با شاه «مَگَذَه»نبرد کرد . شاه «وَنْگَه» (یا سرزمین قدیم بنگال م.) را بکشت، به سواحل شرقی دست یافت، شاه «دَکَن» را شکست داد، از کوهستان «مَلَیَه» گذشت (کوهستانی که به احتمال در جهت شرقی ناحیة «مَلِبار» و در جنوب «مَیسور» باشد)، به دریای جنوبی رسید و با «پارَسیکَه»ها نبرد کرد. آنگاه از ساکنان کوهستان «گات»های غربی باج ستاند و سپس به سوی شمال راه سپرد تا به کرانه‌های رودخانهٔ «ناربادا» رسید.
بر مبنای شاهدی که آمد، یک بخش از پهلوَه‌ها (یعنی «پارَسیکَه»ها یا «پَرَسیکَه»ها) نیز پیشتر و در حدود ربع نخست سدهٔ هشتم در نواحی جنوبی هند ساکن بوده‌اند . پس چنین به نظر می‌آید که پالاواهای شهر «کانچی» در واقع شاخه‌ای از پهلویان ایرانی بوده‌اند؛ کسانی که در گذر زمان به کیش هندو درآمدند و پیرو آئین برهمنی شدند .
دانشمند فرانسوی ‹‹ ژرژ کُئِدِه››، همچون خیلیهای دیگر، پالاواها را با ایرانیانِ پهلوی یکی می‌پندارد و همچنین نسبت نزدیکی میان پالاواهای کانچی و فرمانروایان ‹‹کمبوجَه›› در کشور کامبوج قائل است. این نکته حاکی از آن است که برخی خاندان‌های متهور و ماجراجو از میان کمبُجَه‌های هندی (که متحدان پهلوه‌ها بودند)، از راه دریا به هندوچین رفته، پادشاهی ‹‹کمبوجَه›› را در شمال «فونان» و در حدود سده‌های پنجم و ششم میلادی پی‌ریخته‌بودند.
همچنین منابع زبان «سینهالا»ی باستانی، شواهدی از مراکز سکونت کمبُجَه‌ها با قدمتی تا اوایل سده سوم پیش از میلاد، به دست می‌دهند .
در این منابع گفته می‌شود که در میان نود و شش خاندان «مَراثَه» که در ناحیهٔ «مَهاراشْتْرا» می‌زیسته‌اند، خاندانی به نام «پَلَوْ» نیز وجود داشته‌است . در این روایت نکته‌ای نهفته‌است و ما را بدانجا رهنمون می‌شود که شاید بخشی از پَهلوَه‌ها (یعنی همان پارسیکه‌ها ،) در حوالی سده‌های پنجم و ششم مسیحی یا حتی زودتر از آن وارد جمعیت انبوه ‹‹مهاراشترا›› شده، با آنها درآمیخته بودند. شواهد مکتوب و مستند بیانگر آن است که پارسیکه‌ها و کمبُجه‌ها در طی سده‌های پسین میلادی، سرگرم تصرف نواحی هم مرز و مجاور «مهاراشترا» بوده‌اند.